# 코헨 대 캘리포니아 사건
코헨 대 캘리포니아 사건(Cohen v. California), 403 U.S. 15(1971)은 미국 연방 대법원의 판례로, 미국의 랜드마크 판례 중 하나로, 미국 수정헌법 제1조가 캘리포니아주 법원 복도에서 'Fuck the Draft'가 표시된 재킷을 착용함으로 평화를 어지럽힌 범죄에 대한 폴 로버트 코헨(Paul Robert Cohen)의 유죄판결을 막았다고 밝혔다.
법원은 궁극적으로 국가가 자유발언을 제한할 수 있는 충분한 명분이 없으며, 자유발언은 불쾌감을 넘어 심각한 상황에서만 제한될 수 있다는 것을 발견했다. 그 판결은 국민의 예의를 유지하기 위해 언론의 자유를 규제하는 국가의 권력에 관한 미래의 경우에 사용되는 선례를 남겼다.

## 배경

### 사건의 과정
1968년 4월 26일, 19세의 폴 로버트 코헨(Paul Robert Cohen)은 로스엔젤레스 법원 복도에서 "Fuck the Draft"라는 문구가 적힌 재킷을 입은 혐의로 체포되었다. 코헨은 관련 없는 심리에서 피고인 신분으로 증언하기 위해 법정에 섰고, 법정으로 들어가는 과정에서 재킷을 벗은 것으로 알려졌다.
복도에서 그의 재킷을 알아차린 한 경찰관이 코헨을 법정 모독으로 붙잡아 달라고 요청했지만, 판사는 아무런 조치도 취하지 않았다. 그 후 그 경관은 코헨이 법정을 빠져나올 때까지 기다렸다가 그를 치안 방해죄로 체포했다. 코헨은 자신이 베트남 전쟁에 대한 항의의 표시로 그 재킷을 입었다고 주장하며 다른 사람들에게 그 감정의 깊이를 알렸다. 그는 캘리포니아 형법 제415조를 위반한 혐의로 유죄판결을 받았고, "소란스럽거나 공격적인 행위로 인해 동네나 사람의 평화나 정적을 악의적으로 방해하는 것을 금지했다"며 구류 30일을 선고받았다.

## 연방대법원 판결
연방대법원은 1971년 6월 7일, 5대 4로 그의 무죄를 선고했다. 캘리포니아주 형법 제415조의 위법 기준은 지나치게 모호해서 어떤 행위가 불법인지 시민들이 인지할 수 없고, ‘모욕적인 행위’라는 것도 상황에 따라 개인의 판단이 달라질 수 있다고 밝혔다. 또 코헨의 표현이 천박하긴 해도, 폭력을 야기할 목적으로 특정인을 두고 한 ‘시비 언어(fighting words)’는 아니고, 외설적이지도 않다고 판단했다.
대법관 존 마셜 할란(John Marshall Harlan)은 판결문에서 “피고에게 허용된 자유가 많은 이들에게 설전과 불화를 야기하고 모욕적인 표현으로 보일 수 있지만, 그것은 주어진 한도 안에서 우리가 성취하고자 하는 더 거대하고 자유로운 논쟁을 위해 견딜 만한 부작용일 것이다. 그 자유는 때때로 우리 사회가 불화와 소란으로 가득 차 보이게 하지만, 그것은 이 사회가 취약하지 않고 강하다는 징표다”라며 “누군가의 저속함(vulgarity)이 다른 누군가의 시(lyric)가 될 수도 있다”고 썼다. 소수의견으로 그의 유죄 인정 의견에서는 그가 재킷을 입은 것은 표현(speech)이 아니라 행위(conduct)이므로 미국 수정헌법 제1조의 보호 대상이 아니라는 입장이었다.

## 그 밖의 사건
아래는 코헨 대 캘리포니아 사건을 인용한 다른 법정 사건 목록이다.
- 루이지에나주 대 메이어 사건(State of Louisiana v. Meyers, 1984)
- 콜린 대 스미스 사건(Collin v. Smith, 1977)
- 루이스 대 뉴올리언스 사건(Lewis v. City of New Orleans, 1974)
- 구딩 대 윌슨 사건(Gooding v. Wilson, 1972)
- 뉴저지 대 TLO 사건(New Jersey v. T.L.O, 1985)

## 같이 보기
- 미국의 병역 제도
- 우리가 싫어하는 생각을 위한 자유(Freedom for the Thought That We Hate)
- Fuck: Word Taboo and Protecting Our First Amendment Liberties
- Fuck